# Robert K. Yin
Robert K. Yin (geboren 31. März 1941) ist ein US-amerikanischer Sozialforscher. Er ist vor allem bekannt für seine Ausarbeitungen zur Fallstudienanalyse (Case Study Research).

## Werdegang
Yin studierte Geschichte am Harvard College und wurde 1970 am Massachusetts Institute of Technology (MIT) in Kognitionswissenschaften promoviert. In den 1970er Jahren machte er erste Studien zu dezentralen Entscheidungsprozessen in Nachbarschaftgremien in New York. Er veröffentlichte 1984 die erste Auflage seines grundlegenden und seitdem mehrfach aufgelegten Buches Case Study Research – Design and Methods. Er arbeitete als Geschäftsführer des Sozialforschungsinstituts COSMOS.

## Publikationen
- Robert K. Yin: Case study research and applications – design and methods. Los Angeles: SAGE. 6. Auflage. 2018. ISBN 978-1-5063-3616-9.
- Robert K. Yin: Qualitative research from start to finish. New York: Guilford Press. 2016. ISBN 978-1-4625-1797-8.
- Robert K. Yin: Applications of case study research. Thousand Oaks: SAGE. 2012. ISBN 978-1-4129-8916-9.
- Robert K. Yin: Case study research – design and methods. Los Angeles: SAGE. 4. Auflage. 2009. ISBN 978-1-4129-6099-1.